# Will Tilston
Will Tilston (Londres, 12 de janeiro de 2007) é um ator britânico. Ele é conhecido por seus papéis no filme biográfico Goodbye Christopher Robin (2017) e como Gregory Bridgerton, no drama de época da Netflix Bridgerton (2020–).

## Infância e educação
Tilston nasceu em Londres, em 12 de janeiro de 2007. Ele atuou pela primeira vez por meio de sua peça do presépio na escola estadual. Ele teve aulas aos sábados na D&B Academy of Performing Arts no burgo de Bromley. Lá, ele foi incentivado a assinar com um agente.  

## Carreira
Tilston tinha nove anos quando fez o teste e foi escalado para seu primeiro papel profissional do jovem Christopher Robin Milne (retratado por Alex Lawther mais tarde na vida)  no filme biográfico de Simon Curtis, Goodbye Christopher Robin, estrelado por Domhnall Gleeson e Margot Robbie, e dez anos quando o filme foi lançado em 2017.  Tilston fez sua estreia na televisão quando começou a estrelar como Gregory, o sétimo filho Bridgerton e filho mais novo da família, no drama de época da Netflix de 2020, Bridgerton, uma adaptação produzida por Shondaland dos romances Regency de Julia Quinn. 

## Filmografia
| Ano             | Título                   | Papel                              | Notas           |
| --------------- | ------------------------ | ---------------------------------- | --------------- |
| 2017            | Goodbye Cristopher Robin | Christopher Robin Milne, de 8 anos |                 |
| 2020 – presente | Bridgerton               | Gregory Bridgerton                 | Papel principal |

## Prêmios e indicações
| Ano  | Prêmio                         | Categoria                                                  | Trabalhar                                                                                          | Resultado | Ref. |
| ---- | ------------------------------ | ---------------------------------------------------------- | -------------------------------------------------------------------------------------------------- | --------- | ---- |
| 2021 | Prêmios do Screen Actors Guild | Excelente desempenho de um conjunto em uma série dramática | style="text-align:center;background: #ffdddd;vertical-align: middle;" class="table-no2"\| Indicado | [ 11 ]    |      |

## Links externos
- Will Tilston. no IMDb.